# Діодор Крон
Діодор Крон (грец. Διόδωρος Κρόνος) — давньогрецький філософ, представник мегарської школи, діалектик.

## З біографії
Народився в Карії в другій половині IV століття до н. е. Був суперником Стільпона. Цицерон називає його лат. dialecticus valens. Він боровся з перипатетиками, епікурійцями і стоїками та захищав діалектичне положення, що існує тільки єдине вічне, тотожне з собою.

## Філософські погляди
Серед поглядів Діодора Крона широку популярність отримали:
- трактування поняття можливості (він вважав, що можливо тільки те, що дійсне);
- формулювання умов правильної імплікації;
- вчення про «амери» — тільця, що не мають частин, аналогічних демокрітовським атомам. Це поняття Діодор поширював на поняття простору (для якого постулювали неподільні мікро-обсяги) і на поняття часу (для якого постулювали неподільні миті);
- аргументи проти існування руху.

Один із доказів згідно з Діодором: ніщо само собою не рухається, але тільки буває посунутим; тіло, що не має частин (амер), має знаходитись місці, яке також не має частин, і тому не має рухатися ні в ньому (оскільки воно заповнює його), ні в тому місці, в якому воно не знаходиться (бо він вже не знаходиться в тому місці, щоб у ньому рухатися). Виходить, що про рух можна судити лише як про доконаний факт, мислити його як процес неможливо.
Аргументацію Діодора Крона проти руху можна зіставити з апоріями місця та утворення Зенона Елейського.
Діодор також використовував парадокс нагромадження, а також вважається, що він придумав ще два такого ж типу — «Людина у масці» та «Роги».